# Катастрофа Ан-24 в Советском
Катастрофа Ан-24 в Советском — авиационная катастрофа, произошедшая в вечер вторника 21 ноября 1989 года в Советском. Авиалайнер Ан-24Б Пермского ОАО предприятия «Аэрофлот» завершал чартерный рейс SU-37577 по маршруту Пермь — Советский, но при заходе на посадку в аэропорту Советский лайнер зацепил деревья, после чего врезался в насыпь автодороги иврезался в землю, полностью разрушившись. Погибли 32 человека на борту из 40 — 35 пассажиров и 5 членов экипажа, выжили 8, получив тяжёлые ранения.

## Самолёт
Ан-24Б с бортовым номером 46335 (заводской — 97305602) был выпущен заводом Антонова 30 сентября 1969 года. Всего на момент катастрофы авиалайнер имел в общей сложности 36 861 час налёта и 31 763 цикла взлёт-посадка.

## Экипаж
Состав экипажа рейса SU-37577 из Пермского авиаотряда, в состав которого входили 5 человек:
- Командир воздушного судна (КВС) — Валентин Алексеевич Потеев;
- Второй пилот — Юрий Васильевич Перминов;
- Бортмеханик — Георгий Евстафьевич Поносов;
- Бортмеханик-стажёр — Александр Николаевич Шипицин;

В салоне авиалайнера работала стюардесса Галина В. Каменских.

## Хронология событий

### Предшествующие обстоятельства
21 ноября 1989 года, в 10:38 МСК экипаж прошёл первую предполётную подготовку, но так как в Советском погода к тому времени ухудшилась, вылет пришлось отложить. Далее экипаж получил прогноз погоды на период с 12:00 по 19:00, согласно которому в Советском предусматривался шторм, неустойчивый свежий ветер, дымка, сплошная слоисто-дождевая и разорванно-дождевая облачность, в которой наблюдалось умеренное обледенение, высотой 80 метров и верхней границей 500 метров, дымка, видимость 1000 метров. Затем в 12:20 командир получил сводку о фактической погоде в аэропорту приёма: ветер северо-восточный слабый, сплошная облачность высотой 180 метров, снег, дымка, видимость 3 километра. Такие данные были выше метеорологического минимума, поэтому в 13:15 экипаж принял решение на вылет. Также перед вылетом в баки самолёта было залито лишь 2900 килограмм топлива, что исключало возможность при необходимости уйти на запасной аэродром (Пермь или Нижневартовск. Наконец, в 15:55 местного времени (13:55 МСК) рейс SU-37577 с 35 пассажирами и 5 членами экипажа вылетел из Пермского аэропорта Большое Савино, а рейс выполнял Ан-24Б борт СССР-46335, летящий из Перми в Советский. Всего на его борту находились 35 пассажиров и 5 членов экипажа.

### Заход на посадку
Авиалайнер подходил к Советскому уже в сумерках. После получения фактической погоды за 16:50 (14:50 МСК), а также после получения разрешения диспетчера, в 17:16 пилоты приступили к снижению. При этом командир решил, что пилотировать авиалайнер на данном этапе будет второй пилот, что противоречило указаниям в программе по подготовке лётных экипажей Ан-24. Также экипаж не включил сразу противообледенительную систему (ПОС). Позже её, однако, включат перед ДПРМ, но лишь после того, как три раза сработает сигнализация «Обледенение». В 17:24 экипаж занял эшелон перехода (1200 метров) и выставил на высотомерах давление аэродрома, о чём доложил диспетчеру, после чего сверил их показания и начал снижаться, пока в 17 километрах от ВПП не занял высоту круга — 500. Диспетчер указал, что заход на посадку будет производиться по ОСП по посадочному курсу 304°, но в нарушение инструкций не передал обновлённые данные о погоде, а также не указал, где находится ВПП и какова её маркировка.
Шасси были выпущены в 17:25:10 на приборной скорости 310—315 км/ч, а закрылки сперва на 15° при скорости 285 км/ч и на 30° (посадочное положение) при скорости 240 км/ч. Задатчик радиовысотомера пилоты установили на 62 метра. Далее в 17:26:40, связавшись с диспетчером, командир сообщил о входе в глиссаду на высоте 500 метров в 10 километрах от торца ВПП, а затем начал снижаться в соответствии со схемой, выдерживая заданные параметры.

### Катастрофа
Однако когда до полосы оставалось 6 километров, а высота составляла 250 м, вертикальная скорость снижения возросла до 5 м/с, но экипаж этого не заметил, так как пытался устранить боковое уклонение. В результате авиалайнер опустился ниже глиссады и прошёл ДПРМ на 60—90 метров ниже необходимого (120—150 метров против 210). Заметив это, пилоты постепенно снизили вертикальную скорость до нуля и сохраняли горизонтальный полёт на протяжении километра, пока не вернулись на глиссаду, после чего продолжили снижение. На высоте 130 метров бортмеханик должен был дать команду «Оценка», но он этого не сделал, как и не дал команду «Высота принятия решения» на соответствующей высоте (100 метров). Сам командир на высоте принятия решения не сообщил экипажу своего мнения. Сидевший в кабине бортмеханик-инструктор при этом ничего не предпринял, чтобы исправить допущенные его проверяемым ошибки.
Когда до торца ВПП оставалось 300 метров, диспетчер передал уточнённые метеорологические данные, которые были ниже минимума для Ан-24, что требовало ухода на второй круг. Однако экипаж этого не сделал, даже более того, на высоте 75 метров вертикальная скорость возросла до 6 м/с, тем самым создавая аварийную ситуацию. После прохода высоты 62 метра сработал сигнал задатчика высотомера, но снижение не прекращалось. Лишь на высоте 35 метров пилоты увидели, что авиалайнер несётся на лес, поэтому резко потянули штурвалы на себя, тем самым подняв нос самолёта и заставив его начать переходить в набор высоты, что привело к почти полуторакратной перегрузке. Также кто-то без команды перевёл двигатели во взлётный режим. Однако полностью прекратить снижение экипаж не успел.
На расстоянии 180 метров до БПРМ Ан-24 врезался правой плоскостью крыла в деревья. От удара плоскость разрушилась, а правый двигатель выключился, при этом автоматически зафлюгировался правый воздушный винт. Однако левый двигатель в этот момент уже начал выходить на взлётный режим (столкновение произошло через пару секунд после увеличения режима двигателей), что вызвало асимметричную тягу, что в сочетании с асимметричной подъёмной силой (из-за разрушения правой плоскости) привело к появлению правого крена, который быстро достиг 27°. Экипаж попытался парировать его максимальным отклонением руля направления и элеронов, что поначалу уменьшило крен до 12°. Однако через пару секунд из-за срыва потока на обрубке правой плоскости правый крен начал вновь стремительно расти (16° в секунду). В 17:28:47 Ан-24, пролетев около 500 метров с креном почти 90° в 700 метрах от ВПП врезался правой плоскостью в насыпь автодороги, перелетел её и врезался в земляной вал, после чего полностью разрушился и сгорел. Прибывшие спасательные службы обнаружили на месте падения 8 тяжелораненых пассажиров. Остальные 27 пассажиров и все 5 членов экипажа погибли.

## Причины
Заключение
Катастрофа самолёта Ан-24 произошла вследствие сочетания следующих факторов: 
- недостаточная подготовка экипажа к посадке в рассматриваемых условиях и неудовлетворительное взаимодействие членов экипажа, в том числе и в части распределения функций КВС и второго пилота, что привело к нарушению схемы захода на посадку и преждевременному снижению ниже высоты принятия решения в сложных метеоусловиях вне видимости наземных ориентиров.
- нарушение экипажем минимума аэродрома посадки, установленного для данного типа воздушного судна при заходе на посадку по ОСП, что сопровождалось интенсивным снижением с целью установить визуальный контакт с наземными ориентирами на предельно малых высотах.
- неоднократное игнорирование КВС и вторым пилотом необходимости ухода на второй круг при достижении высоты принятия решения, получении информации диспетчера об ухудшении вертикальной видимости, а также при срабатывании на высоте 62 метров задатчика радиовысотомера, что не позволило предотвратить последствия допущенных при заходе на посадку ошибок.
- невыполнение проверяющим бортмехаником-инструктором своих обязанностей в части контроля за действиями проверяемого.— 